# Життя на стороні
«Життя на стороні» (англ. Life of the Party) — американська комедійна драма Джозефа Енабері 1920 року з Роско Арбаклом в головній ролі.

## Сюжет
Адвокат попадає в дикі пригоди з привабливою молодою жінкою.

## У ролях
- Роско «Товстун» Арбакл — Алджерон Лірі
- Вініфред Грінвуд — місіс Каррауей
- Роско Карнс — Сем Перкінс
- Джулія Фей — «Францужинка» Кейт
- Френк Кампе — суддя Воріс
- Аллен Коннор — Джейк
- Фред Старр — Болтон
- Бен Льюїс — Клей